# 이종우 (1899년)
이종우(李鍾禹, 1899년 12월 22일 ~ 1981년 2월 7일)은 일제강점기와 대한민국의 서양화가, 교수, 교육자이다. 호는 설초(雪蕉)이다.

## 생애
1899년 황해도 봉산 출생, 1917년 평양고보(平壤高普)를 졸업한 후, 1923년 니혼미술학교(日本美術學校)를 졸업했다. 1923년~1945년 중앙고보(中央高普)의 교원 및 교감을 역임했으며, 1925년 프랑스 파리로 유학을 가 슈하이에프 미술연구소에서 수학했다. 1927년 살롱 도톤전에 〈여인상〉 및 〈인형이 있는 정물〉을 출품하여 입선했고, 경신학교(儆新學校), 평양 삭성회(朔星會) 회화연구소, 중앙고보 등에서 교사로 일했다. 1928년에는 제1회 개인전을 가졌으며, 1934년 선전(鮮展)에서 작품 〈추억〉으로 3등상을 받았다.
1945년 조선미술협회 회장, 1949년~1961년 대한민국미술전람회 심사위원, 1951년~1958년 홍익대학교 교수 및 미술과장, 미술학부장, 홍익대학장 등을 역임했다. 1952년 문총(文總) 부회장, 1960년 예술원 회원이 되었다. 문화훈장 대통령장, 예술원 공로상을 수상하였다.
프랑스 유학 이후의 작품 경향은 일본식 유화의 기반을 벗어나 프랑스 인상파 아류(亞流)의 사실적인 표법(描法)에 충실한 것으로 평가되고 있다.